# Doctrina social de la Iglesia sobre el trabajo
El trabajo, según la doctrina social de la Iglesia, es clave fundamental de toda cuestión social, por lo que su conformidad con lo que el Evangelio enseña acerca del hombre es objetivo principal del Magisterio eclesiástico.

## Fundamentos históricos
Pensadores de tiempos precristianos de origen heleno como Platón acentuaron el dualismo entre materia y espíritu. También Aristóteles concebía el trabajo como una carga que dificultaba la labor intelectual. Por el contrario, el judaísmo bíblico subraya, desde el momento inicial de la creación, el mandato divino del trabajo, de cultivar la tierra.[cita requerida]
La aparición del cristianismo supuso un refuerzo del valor social e individual del trabajo. El propio Cristo pasó la mayor parte de su vida como artesano en Nazaret, tiempo que ha sido considerado como de valor redentor, como toda su existencia en la tierra.[cita requerida] También San Pablo refiere con orgullo su anterior labor manual.
Pocos siglos después, el desarrollo del monaquismo diluyó, al menos en parte, la estimación que había tenido el trabajo en los primeros tiempos. El valor del mismo disminuyó, debido en parte, a un enfoque parcial del diálogo del Señor con Marta en Betania: Cristo le dice que no se afane en tantas cosas, pues solo una es necesaria. De esta forma se ha considerado, durante siglos, el estilo de vida contemplativo como superior al activo. En el plano filosófico, esta dicotomía corresponde a un planteamiento dualista de base, cuyos efectos se han ido transmitiendo a lo largo de la historia.
Las características de la nueva sociedad en el siglo XIX, debidas a la Revolución Industrial, confieren al trabajo notas nuevas de carácter antropológico, en dependencia del enfoque que se le dé. Así sucedió con el liberalismo decimonónico y el marxismo.
Por ello, el Magisterio eclesiástico de esa época comenzó a considerar los diversos aspectos de la actividad laboral, desde el punto de vista doctrinal. Ya en 1891, la encíclica Rerum Novarum, de León XIII, reivindica unas condiciones laborales dignas, así como un salario justo.
En 1931 la encíclica Quadragesimo Anno, de Pío XI, constituye otro paso adelante en la doctrina social de la Iglesia. También en esa época aparecen enfoques nuevos, en la línea de la santificación del trabajo, como la doctrina de San Josemaría, fundador del Opus Dei. Más adelante, el Concilio Vaticano II, en la Constitución dogmática Gaudium et Spes, señala tres dimensiones esenciales del trabajo, como son la de vocación natural de la persona, su dimensión social en el mundo, y su carácter integrante de la economía de la Redención.
Sin duda, el documento magisterial que aborda con mayor detenimiento el trabajo es la encíclica Laborem exercens, de Juan Pablo II, publicada en 1981. Este papa considera el trabajo como derecho natural del hombre, así como vocación y fundamento sobre el que edificar la vida familiar. Además, pone el valor antropológico del trabajo en relación con la prioridad del mismo sobre el capital. Posteriormente, la encíclica Centesimus Annus, de 1991, se ocupa de la empresa desde el punto de vista moral, lo que aporta nuevos elementos de juicio.
Años más tarde Benedicto XVI subrayó el papel del trabajo como expresión determinante de la dignidad humana:
“Un trabajo que, en cualquier sociedad, sea expresión de la dignidad esencial de todo hombre o mujer: un trabajo libremente elegido, que asocie efectivamente a los trabajadores, hombres y mujeres, al desarrollo de la comunidad; un trabajo que de este modo haga que los trabajadores sean respetados, evitando toda discriminación; un trabajo que permita satisfacer las necesidades de las familias y escolarizar a los hijos sin que se vean obligados a trabajar; un trabajo que consienta a los trabajadores organizarse libremente y hacer oír su voz; un trabajo que deje espacio para reencontrarse adecuadamente con las propias raíces en el ámbito personal, familiar y espiritual; un trabajo que asegure una condición digna a los trabajadores que llegan a la jubilación”

## Principios de ética del trabajo
Vega- Hazas señala los siguientes:
1. Virtud de la justicia. En sentido antropológico, la justicia va más allá del binomio prestación – contraprestación, sino que conduce a la solidaridad entre los seres humanos. Es una virtud natural que se refiere directamente al prójimo. Por tanto, la injusticia es un pecado, cuya gravedad se ajustará a los debidos patrones. En tono positivo señala Juan Pablo II:
“En efecto, la finalidad de la empresa no es simplemente la producción de beneficios, sino más bien la existencia misma de la empresa como comunidad de hombres que, de diversas maneras, buscan la satisfacción de sus necesidades fundamentales y constituyen un grupo particular al servicio de la sociedad entera”
2. El trabajo no es exclusivamente un medio de subsistencia. Responde a la naturaleza del ser humano. Por eso, los aspectos de retribución son insuficientes a la hora de considerar la moralidad de la vida laboral. El hombre se realiza a sí mismo en ese trabajo diario.
3. Por lo anterior, serían condenables unas condiciones de trabajo simplemente porque han sido aceptadas o pactadas. Determinados derechos y deberes son inherentes a la naturaleza del ser humano, y no son renunciables. Asimismo, el desempleo es un problema no solo económico sino también humano.
4. Si bien el objeto de la empresa es el beneficio económico, este no debe lograrse a costa de las conductas inmorales de empleadores y trabajadores. La persona física es el sujeto de la virtud. Por tanto, el cristiano deberá vivir la caridad en cualquier lugar, incluido el mundo empresarial.
5. Existe una responsabilidad social de la empresa, pues su actividad repercute en la sociedad en su conjunto, por lo que hay que tener presentes aspectos tales como la calidad y la protección del medio ambiente.

## Deberes relacionados con el trabajo
1. Retribución. Puede no ser fácil de determinar la retribución justa, pues depende del trabajo realizado y de las circunstancias del trabajador y del empleador, lo que no siempre se puede cuantificar adecuadamente. Pero sí es posible descubrir injusticias en determinadas situaciones, tales como los salarios-basura, el aprovecharse de personas en situación irregular de residencia, algunos contratos de falso aprendizaje para jóvenes etc
2. Dedicación. La sobrecarga de trabajo más allá del horario previsto se da, con cierta frecuencia, en puestos del sector servicios. Una situación permanente de este tipo supone un ataque a las obligaciones de la vida familiar de las personas. Algo parecido se podría decir de la discriminación de la mujer por el hecho de ser madre.
3. Estabilidad. Se trata de un bien humano que ha de ser perseguido, si bien la temporalidad y el despido no puedan evitarse en muchos casos. Pretender la precariedad habitual se debe considerar como inmoral.
4. Ambiente de trabajo. Se debe promover la competitividad, pero no en detrimento de la solidaridad. Presionar a una persona con constantes evaluaciones que pueden suponer su despido impide que el trabajo sea un factor de estabilidad y desarrollo personal. El acoso laboral ha de ser estimado en esta misma línea.
5. Formación. En el ambiente de constante cambio de la sociedad actual sí que puede calificarse como ético dedicar tiempo a la propia formación, de manera razonable, y sin que recorte la dedicación a la familia y al descanso.

## Dimensiones del trabajo y relaciones entre trabajo y capital
El trabajo, considerado desde un punto de vista objetivo, engloba todo el conjunto de actividades y técnicas utilizadas con las que se cumple el mandato del Génesis de dominar la tierra. Es la parte más variable de la actividad, pues depende, en gran parte, de las condiciones sociales, técnicas y políticas.
Sin embargo, en sentido subjetivo, el trabajo se contempla en cuanto actuar humano, labor que corresponde a su acción racional como persona. ”Como persona, el hombre es, pues, sujeto del trabajo”. Este último aspecto es el que  da al trabajo su peculiar dignidad. Es una expresión esencial de la persona. Por tanto, el ser humano es la medida de la dignidad del trabajo y de su valor ético.
El carácter subjetivo o personal del trabajo le confiere un papel superior a los demás factores de producción, y en particular, con respecto al capital. Tal principio “pertenece al patrimonio estable de la doctrina de la Iglesia”. En todo caso, no debe darse oposición entre ambos, sino complementariedad. “Ni el capital puede subsistir sin trabajo, ni el trabajo sin capital”, verdad que también recordó el Magisterio posterior. De hecho, actualmente en el mercado laboral se hace hincapié en el valor del “capital humano”, es decir, en las cualidades personales, tales como la creatividad, el carácter emprendedor y otras.

## Igualdad entre hombres y mujeres en el trabajo. El trabajo infantil
El papel insustituible que la mujer tiene, como madre de familia, ha de ser tenido en cuenta a la hora de organizar la actividad laboral, de manera que se tutelen sus derechos y su dignidad. Actualmente se siguen dando muchas formas de discriminación, debido, en buena parte, a una serie de condicionamientos históricos perniciosos: “olvidada en sus prerrogativas, marginada frecuentemente e incluso reducida a esclavitud”.
Reconocer en la práctica los derechos de la mujer supone obrar con justicia en parcelas tales como la retribución económica y la seguridad social.
El trabajo infantil y de menores constituye un tipo de violencia que sigue siendo un problema moral. La Doctrina Social denuncia “el aumento de la explotación laboral de los menores en condiciones de auténtica esclavitud”.

## Derecho al trabajo
En el Magisterio del Concilio Vaticano II se subraya que el trabajo “es un derecho fundamental y un bien para el hombre”.  Por ello la “plena ocupación” ha de ser un objetivo que ha de procurarse, un bien ligado a la justicia. De no ser así, la sociedad no conseguiría una paz social justa.
En la actualidad se dan altos índices de desempleo, especialmente entre los jóvenes. Esta situación puede conducir a una merma en la realización personal y profesional. Tal peligro puede afectar también a mujeres, discapacitados, inmigrantes y personas con riesgo de exclusión social.
La promoción del derecho al trabajo ha de ser una tarea en la que la colaboración entre los estados redunde en beneficio de todos. De ahí la creciente importancia de los organismos internacionales que establezcan “una trama cada vez más compacta de disposiciones jurídicas que protejan el trabajo de los hombres, de las mujeres, de los jóvenes, y les aseguren una conveniente retribución”.  

## Derechos de los trabajadores
Los derechos de los trabajadores encuentran su fundamento en la naturaleza de la persona humana, con una dignidad trascendente. Entre ellos el Magisterio social ha ido señalando algunos. Así el de una justa remuneración, el derecho al descanso, el derecho a ambientes que no perjudiquen la salud física, ni tampoco la integridad moral. También el derecho a subsidios adecuados para los tiempos de desocupación, derecho a la pensión y a la seguridad social en la enfermedad y  la tercera edad, previsiones sociales por maternidad. Asimismo el derecho a asociarse.
En cuanto al derecho de huelga, el Magisterio reconoce la legitimidad de la misma “cuando constituye un recurso inevitable, si no necesario para obtener un beneficio proporcionado”, tras haber intentado todas las demás vías para superar el conflicto.Incluso en este caso, debe ser siempre una forma pacífica de reivindicación.
Los sindicatos “se han desarrollado sobre la base de la lucha de los trabajadores, del mundo del trabajo y, ante todo, de los trabajadores industriales para la tutela de sus justos derechos frente a los empresarios y a los propietarios de los medios de producción”. Pero esa lucha no puede caracterizarse por el odio y los métodos que de él se derivan.

## Trabajo, Globalización y Nuevas Tecnologías
Las características de la globalización y el mundo digital permiten experimentar nuevas formas de producción económica, fenómeno impulsado por la velocidad de las comunicaciones. En bastantes ocasiones la propiedad queda alejada de las consecuencias que produce en personas  y sociedades.
La globalización, en sí misma, no puede considerarse ni buena ni mala. Dependerá del uso que se haga de ella. En todo caso, es imprescindible la tutela de los derechos y la equidad, también en la era actual. Este tiempo se caracteriza por una transición de una economía de base industrial a otra de innovación tecnológica. Tal proceso da lugar a que el mundo del trabajo se transforme con la aparición de nuevas profesiones y  la desaparición de otras. El sector de servicios adquiere una importancia creciente en detrimento del modelo económico vinculado a la gran fábrica. La pluralidad de actividades laborales ha dado origen en muchos casos a la precariedad laboral.
En este contexto, la doctrina social de la Iglesia recomienda considerar siempre al hombre como “factor decisivo” y “árbitro” de esta fase de cambio. La transformación de lo material para mejorar la calidad de vida ha de ir acompañada de todo cuanto pueda responder a sus interrogantes más profundos.
El desarrollo en un mundo globalizado ha de alcanzar a todas las regiones, también a las menos favorecidas. Este propósito se ha de concretar en la creación de puestos de trabajo, vía justa para la promoción de los pueblos. “Es preciso globalizar la solidaridad”.